# Galligants
El Galligants és un dels quatre rius de Girona. El Galligants neix a les Gavarres i s'escola fins al pla de Girona a través de la vall de Sant Daniel, on s'uneix al riu Onyar i aquest alhora ho fa al Ter al cap de pocs metres. El tram urbà del riu se situa entre els burgs medievals de Sant Feliu i de Sant Pere.
Té un pendent molt gran entre 12% i 14%, fet que sempre ha estat una amenaça per a la ciutat. L'any 1843 el Galligants fou el causant d'una de les pitjors inundacions de la ciutat fins a quatre metres, en la qual es negaren els barris de Sant Pere i de la Barca i moriren com a mínim 115 persones de la classe obrera o fins a 130 segons les fonts. El total de cases arrasades per l'avinguda del Galligants va ser de 22, entre la plaça de Sant Pere i els carres de Llop i Bellaire. A més, van quedar 150 cases en estat ruïnós a la zona dels carrers de la Barca, Pou Rodó, Sant Narcís, Llop, Rosa i Pujada de Santa Llúcia.

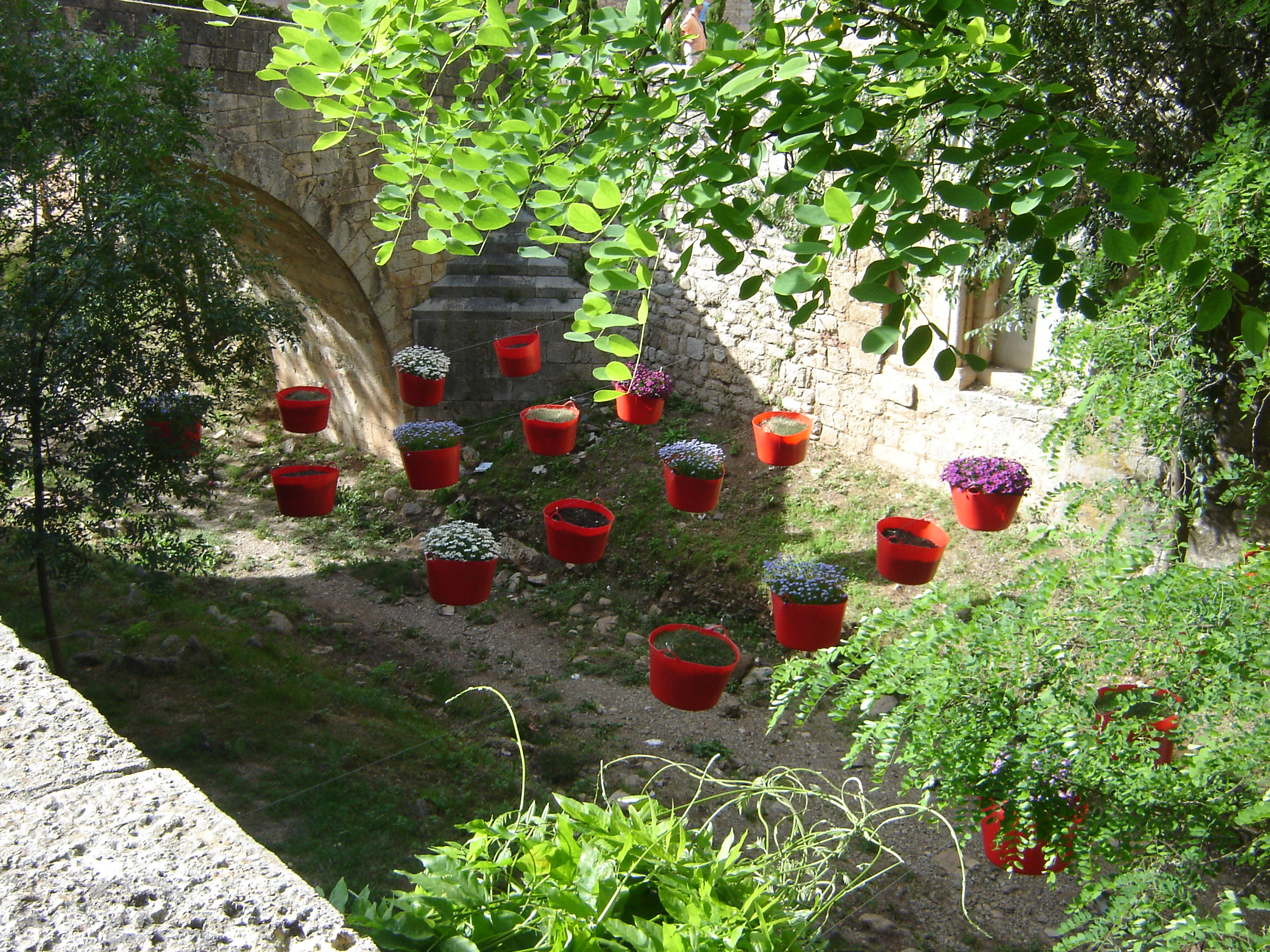
Instal·lació amb flors sobre el llit del riu, a l'exposició Temps de Flors de l'any 2007

El 2013 s'ha restaurat la riba esquerra i el camí per vianants fins a la plaça de les Sardanes a Sant Daniel, dins del marc del projecte transfronterer Res'pir, destinat a restaurar els intineraris naturals i fomentar el turisme actiu i de natura. La confluència amb l'Onyar, canalitzada i soterrada, forma una barrera infranquejable per a la fauna aquàtica. A més, la sedimentació va fer desaparèixer tots els gorgs permanents, que eren hàbitats importants i refugis per als peixos i s'estudia com restablir-los.
Afluents
- torrent de Campdorà
- riera de Sant Miquel[9]
- torrent Estela
- riera de can Llinàs
- riera de la Torre
- riera del Polvorí
- torrent del Calvari
- torrent de Santa Margarida.